# Sohnsia filifolia
Sohnsia filifolia là một loài thực vật có hoa trong họ Hòa thảo. Loài này được (E.Fourn.) Airy Shaw miêu tả khoa học đầu tiên năm 1965.